# Treffen am Ossiacher See
Treffen am Ossiacher See  är en ort och kommun  i Österrike. Den ligger i distriktet Villach-Land i förbundslandet Kärnten. Större delen av befolkningen bor i orterna längs sjön Ossiacher See.
Kommunen består av 25 orter (Ortschaften) (inom parentes invånarantal 1 januari 2024):

- Annenheim (729)
- Buchholz (105)
- Deutschberg (68)
- Eichholz (10)
- Görtschach (113)
- Innere Einöde (25)
- Kanzelhöhe (34)
- Kras (106)
- Köttwein (378)
- Lötschenberg (30)
- Niederdorf (142)
- Oberdorf (40)
- Ossiachberg (26)
- Pölling (25)
- Retzen (12)
- Sattendorf (267)
- Schloss Treffen (37)
- Seespitz (274)
- Stöcklweingarten (384)
- Treffen (852)
- Tschlein (0)
- Töbring (346)
- Verditz (218)
- Winklern (199)
- Äußere Einöde (181)